# Grande elmo

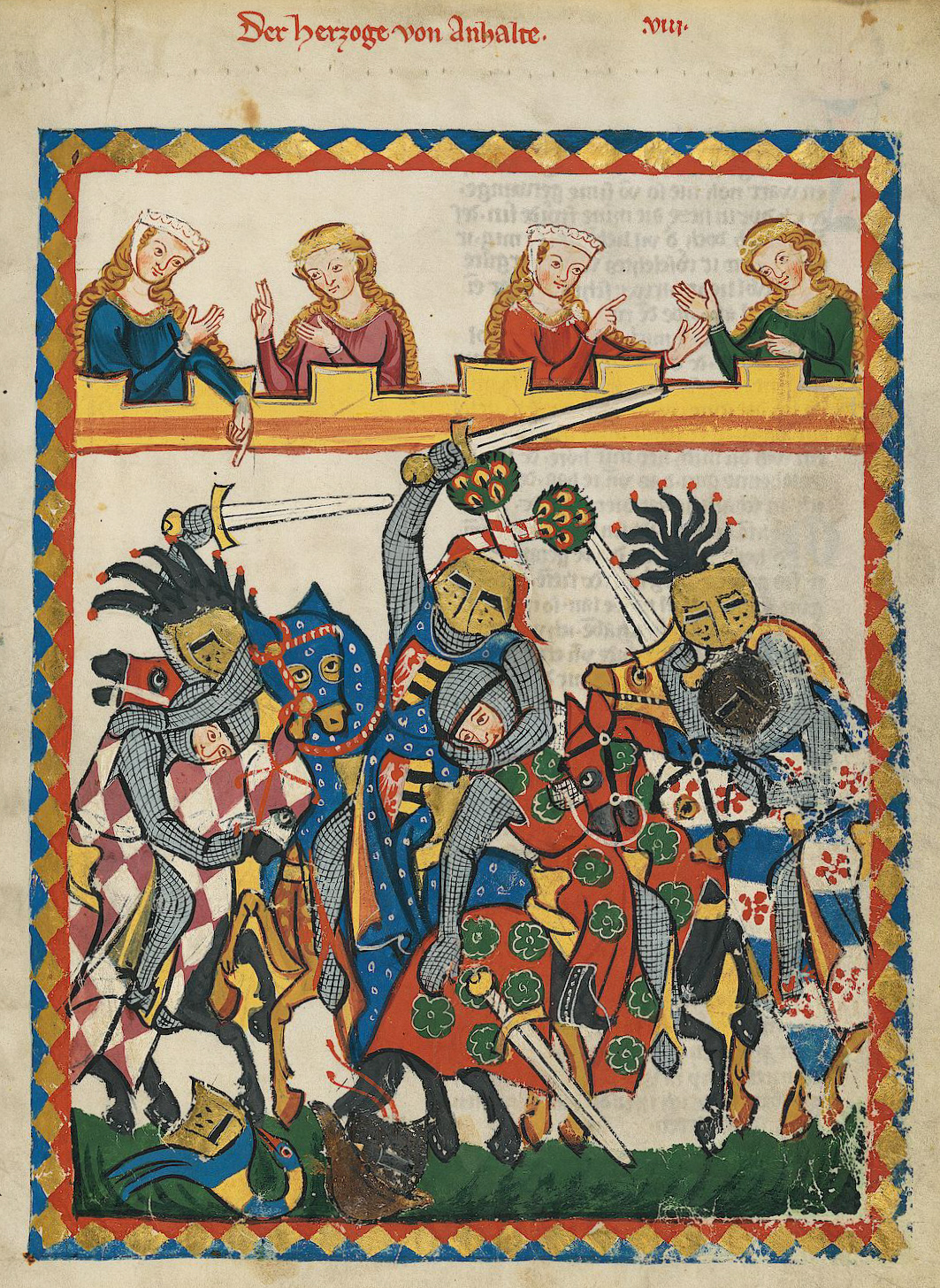
Cavalieri con grande elmo ed armatura a maglia di ferro impegnati in un torneo - ill. dal Codex Manesse.

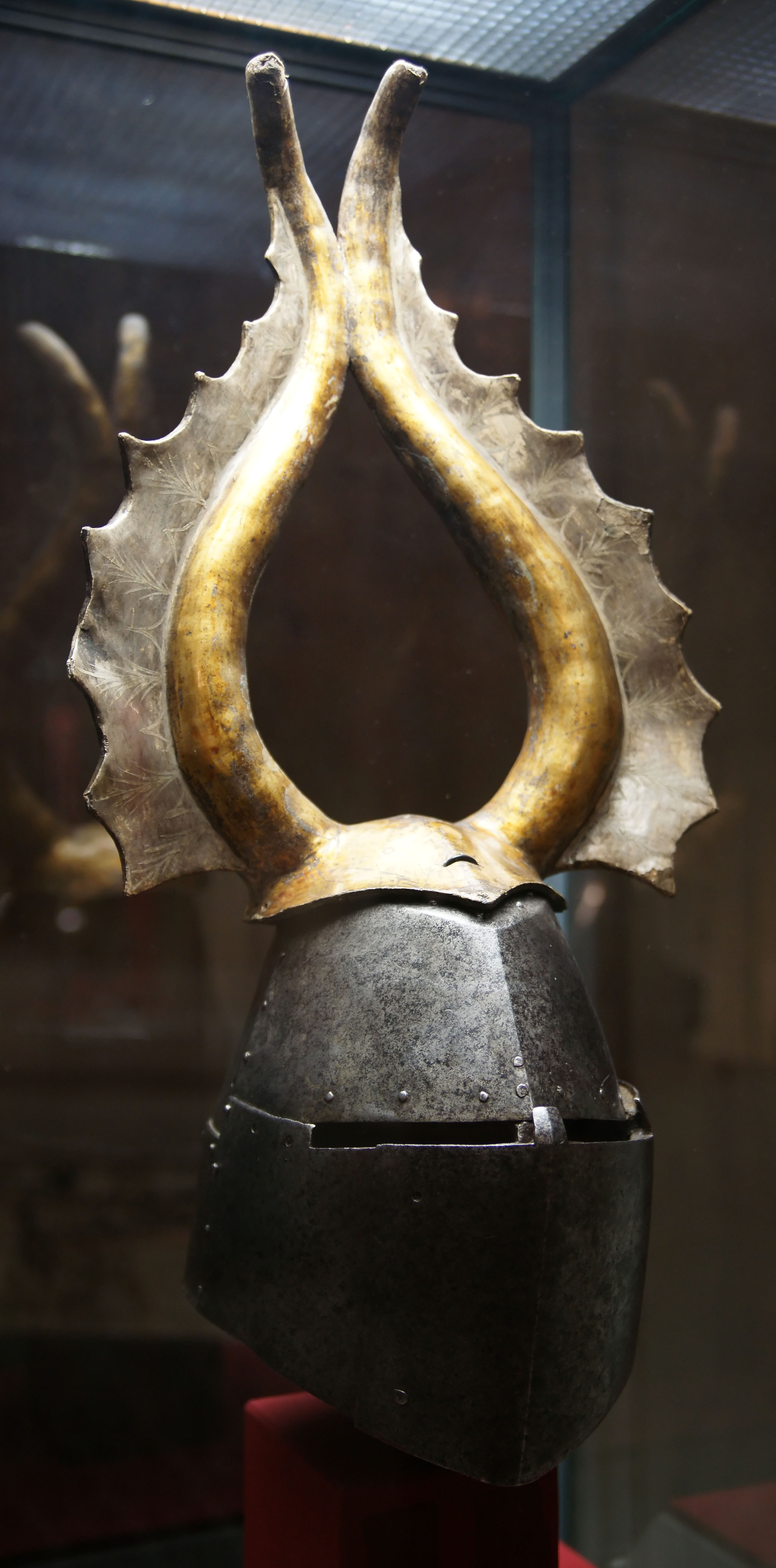
Grande elmo di Albert von Prankh (XIV secolo) - Kunsthistorisches Museum di Vienna.

Il grande elmo è una tipologia di elmo chiuso in ferro sviluppato nel Basso Medioevo ed in dotazione alle forze di cavalleria pesante. Massiccio e pesante, constava di un corpo cilindrico in metallo al quale erano praticate piccole feritoie per garantire un minimo di visibilità. La sommità poteva essere decorata da un elaborato cimiero, corna, ecc.
Differentemente da modelli successivi (es. bocca di rana del XV secolo), il grande elmo era un'arma bianca difensiva polivalente, utilizzata cioè sia negli scontri campali veri e propri sia durante le "guerre simulate", i tornei.

## Storia
Il grande elmo, noto anche come "elmo crociato", tanto quanto l'armatura in maglia di ferro completa (camaglio, usbergo, brache di maglia, guanti di maglia e scarpe di maglia, alette, surcotto) e la spada d'armi, è un prodotto dell'arte bellica "matura" del Basso Medioevo, destinato ad un'utenza di guerrieri specializzati, i milites.
Bisogna però ricordare che un elmo molto simile apparve molti secoli prima (durante il periodo Alto Imperiale) tra i Gladiatori Crupellarius di origine celtica.
Il grande elmo ebbe origine al principio del XIII secolo dall'elmo normanno (anche "elmo a nasale"). Esemplari di transizione tra il vecchio elmo a nasale ed il nuovo manufatto cilindrico, completamente avvolgente la testa del guerriero, costituiscono la tipologia chiamata "elmo semichiuso" (en. "enclosed helmet"). Intorno al 1240, il grande elmo propriamente detto soppiantò l'elmo semichiuso, seppur l'elmo a nasale restò in uso per il resto del secolo. Nella penisola iberica, il grande elmo si diffuse da Saragozza, da cui il nome yelmo de Zaragoza.

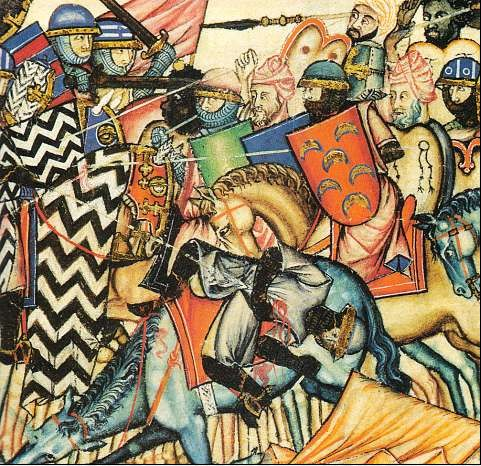
Battaglia di Cantigas, Reconquista. Si può notare un grande elmo in alto a destra.

Dato il suo ingombro, il grande elmo doveva essere forzatamente indossato dal portatore previa copertura della testa con un cappuccio di panno e cuoio. A questo supporto, il cavaliere aggiungeva poi una cervelliera a copertura della sommità del cranio e un camaglio a protezione della gola. Il grande elmo era quindi, in buona sostanza, solamente la più pesante ed esterna misura difensiva per la "zona" testa-collo del cavaliere crociato.
Il grande elmo cadde in disuso nel corso del XV secolo. Ancora utilizzato in ambito bellico al principio del Quattrocento (Enrico V d'Inghilterra portava, sopra al bacinetto, un grande elmo nella battaglia di Azincourt), venne progressivamente relegato ad un uso ludico salvo essere soppiantato, nei tornei, da versioni più evolute di elmo quali la bocca di rana.

## Costruzione
Rispetto agli elmi precedentemente in uso alle forze di cavalleria europee, elmo normanno e Spangenhelm, il grande elmo garantiva una maggior protezione per la testa, seppur a chiaro discapito della visibilità: